# Pontoniopsis comanthi
Pontoniopsis comanthi är en kräftdjursart som beskrevs av Lancelot Alexander Borradaile 1915. Pontoniopsis comanthi ingår i släktet Pontoniopsis och familjen Palaemonidae. Inga underarter finns listade i Catalogue of Life.